# Estación de Pampilhosa
La Estación Ferroviaria de Pampilhosa, igualmente conocida como Estación de Pampilhosa, es una plataforma de la línea del Norte, que sirve a parroquias de Pampilhosa, en el Distrito de Aveiro, en Portugal.

## Historia

### Inauguración
El tramo entre Taveiro y Estarreja de la línea del Norte, en el cual la estación se inserta, abrió a la explotación el 10 de abril de 1864. El tramo de la línea de Beira Alta, entre esta estación y Vilar Formoso, fue inaugurado  el 1 de julio de 1883, teniendo la continuación de esta línea hasta Figueira da Foz sido abierta el 3 de agosto del mismo año.

### sigloXXI
Estaba previsto, en enero de 2011, que fuesen realizadas obras de conservación de las catenarias, en el interior de esta estación, entre el primer y cuarto trimestre de 2012.

## Características

### Localización y accesos
Esta plataforma se encuentra junto a la localidad de Pampilhosa, con acceso por la calle de la República.

### Descripción física
En enero de 2011, presentaba siete vías de circulación, con 180 a 780 metros de longitud; las plataformas tenían entre 220 y 315 metros de extensión, y 30 a 40 centímetros de altura.